# Molave
Molave (Bayan ng Molave) är en kommun i Filippinerna. Kommunen ligger på ön Mindanao, och tillhör provinsen Zamboanga del Sur. Folkmängden uppgår till 45 082 invånare.
Molave är indelat i 25 barangayer.